# Songodin (Kaya)
Pour les articles homonymes, voir Songodin.
Songodin est une localité située dans le département de Kaya de la province du Sanmatenga dans la région Centre-Nord au Burkina Faso.

## Géographie
Songodin est situé à 3 km au nord du lac de Dem en limite du périmètre du site Ramsar de protection des zones humides. Le village se trouve à 1,5 km à l'ouest de Basma et à 25 km au nord-ouest de Kaya, le chef-lieu du département et de la région. Le village est à 12 km au nord-est de la route nationale 15 reliant à Kaya à Kongoussi.

## Économie
L'économie de Ilyalla, essentiellement agro-pastorale, bénéficie de la présence du lac de barrage de Basma (situé en amont de celui de Dem) pour les cultures maraîchères et vivrières qui sont pratiquées dans le bas-fond en aval et sur le pourtour de la retenue d'eau. D'une manière générale, le village est très associé à Basma et aux infrastructures de la communauté religieuse catholique des Sœurs-Notre-Dame-du-Lac.

## Éducation et santé
Le centre de soins le plus proche de Songodin est le centre hospitalier régional (CHR) de Kaya.
Songodin possède une école primaire privée.